# Ana Otero
Ana Otero (Sant Sebastià, Guipúscoa, 13 de maig de 1970) és una actriu basca.
Nascuda a Sant Sebastià i val·lisoletana d'adopció, desenvolupa el gruix de la seva vida acadèmica a Valladolid (Escola de Teatre 1988-1992). Després d'acabar aquest cicle d'estudi es trasllada a Barcelona, on continuarà formant-se amb diferents mestres i disciplines escèniques, fins al seu trasllat definitiu a Madrid, on desenvolupa la seva carrera fins a l'actualitat. Continua indagant en la seva formació, vinculada al Teatro de la Abadía, on protagonitza diversos muntatges i peces i on va poder treballar al costat de destacats mestres de l'actuació d'arreu all món.
En els últims anys se centra en el treball formatiu basat en la Tècnica de Mickel Chéjov, així com en el procés experimental i més performatiu del Viewpoints, provinent de la SITI Company de Nova York. Ha aparegut a diverses sèries de televisió com per exemple Amar en tiempos revueltos.

## Filmografia

### Televisió

#### Sèries de Televisió
| Any/s     | Sèrie de Televisió             | Personatge        | Cadena    | Notes                           |
| --------- | ------------------------------ | ----------------- | --------- | ------------------------------- |
| 2019      | Secretos de estado             | Maribel de Felipe | Telecinco | Repartiment secundari           |
| 2018-2019 | Servir y proteger              | Raquel Carrillo   | La 1      | Personatge recurrent            |
| 2015      | Algo que celebrar              |                   | Antena 3  | Personatge episòdic (1 episodi) |
| 2012      | La que se avecina              | Dra. Capdevila    | Telecinco | Personatge episòdic (1 episodi) |
| 2011      | Los misterios de Laura         | Lorena            | La 1      | Personatge episòdic (1 episodi) |
| 2009      | Hermanos y detectives          | Elena Belmonte    | Telecinco | Personatge episòdic (1 episodi) |
| 2008      | Cuestión de sexo               |                   | Cuatro    | Personatge episòdic (1 episodi) |
| 2005-2007 | Amar en tiempos revueltos      | Paloma Beltrán    | La 1      | Papel Principal (342 episodis)  |
| 1999-2000 | Compañeros                     | Nuria             | Antena 3  | Paper Principal (33 episodis)   |
| 1996-1998 | Todos los hombres sois iguales | Yolanda "Yoli"    | Telecinco | Paper Principal (66 episodis)   |
| 1993      | Los ladrones van a la oficina  | Extra             | Antena 3  | Extra (episodi/s indefinit/s)   |

#### Programes de televisió
| Any/s      | Programa de televisió | Com a        | Cadena               | Notes          |
| ---------- | --------------------- | ------------ | -------------------- | -------------- |
| 2009       | B Cult                | Entrevistada |                      | En 2 ocasiones |
| 2008       | Cámara abierta 2.0    | Entrevistada | La 2                 | En 1 ocasió    |
| 2007       | La mandrágora         | Entrevistada | La 2                 | En 1 ocasió    |
| 2003, 2008 | Pasapalabra           | Concursant   | Antena 3 i Telecinco | En 6 ocasions  |
| 1999       | Waku waku             | Concursant   | La 1                 | En 1 ocasió    |

#### Telefilms i Minisèries
| Any/s | Telefilms                           | Personatge             | Cadena                 | Notes                                                            |
| ----- | ----------------------------------- | ---------------------- | ---------------------- | ---------------------------------------------------------------- |
| 2013  | El quinto sello                     | Aloma                  | Antena 3 (Web)         | 2 episodis, paper principal                                      |
| 2010  | Alta traición                       | Paloma Beltrán         | La 1                   | Especial Amar en tiempos revueltos (2 episodis), papel principal |
| 2008  | Flores para Belle                   | Paloma Beltrán         | La 1                   | Especial Amar en tiempos revueltos (2 episodis), papel principal |
| 2004  | Flores muertas                      | Clara                  |                        | Pel·lícula, paper principal                                      |
| 2001  | Tiempo final                        | Informació desconeguda | Informació desconeguda | Informació desconeguda                                           |
| 1996  | Blasco Ibáñez, la novela de su vida | Greta Garbo            | TVE                    | Paper principal                                                  |

### Cinema

#### Llargmetratges
| Any  | Llargometratge                        | Personatge   | De                     | Notes |
| ---- | ------------------------------------- | ------------ | ---------------------- | --- |
| 2017 | El último Akhenatón: Hereje           | Tiyi         | Ignacio Oliva          | En postproducció                                                                                             |
| 2012 | La rosa de nadie                      | Manuela      | Ignacio Oliva          | Premi del Públic i menció d'Honor del Jurat Festival Ibbaf de Múrcia. Festival Internacional de Tessalònica. |
| 2007 | Un buen día lo tiene cualquiera       | Pilar "Pili" | Santiago Lorenzo       | Papers secundaris                                                                                            |
| 2002 | Reflejos                              |              | Miguel Ángel Vivas     | Papers secundaris                                                                                            |
| 2000 | La voz de su amo                      | Katy         | Emilio Martínez Lázaro | Papers secundaris                                                                                            |
| 1996 | El amor perjudica seriamente la salud | Enfermera    | Manuel Gómez Pereira   | Papers secundaris                                                                                            |
| 1996 | Pon un hombre en tu vida              | Enfermera    | Eva Lesmes             | Papers secundaris                                                                                            |
| 1996 | Malena es un nombre de tango          | Mariana      | Gerardo Herrero        | Papers secundaris                                                                                            |
| 1994 | Dame fuego                            | Candela      | Héctor Carré           | Papers secundaris                                                                                            |

#### Curtmetratges
- Volcánica (Sèrie Indetectables). (2017) d'Alberto Velasco.
- Radial (2017)
- Diente por ojo (2007), d'Eivind Holmboe.
- Teatreros (2005).
- El sofá (2001), d'Ana Morente.
- Perros bajo la lluvia (2001), de Rubén Alonso.
- Nadie, un cuento de invierno (1999)

### Teatre
- Atlas de geografía humana. Centro Dramático Nacional,Teatro María Guerrero. Madrid. (Protagonista). Direcció: Juanfra Rodríguez. 2012.
- La familia de Pascual Duarte - Teatro Fernando Fernán Gómez, Madrid. Direcció: Gerardo Malla. Personatge- Lola, muller de Pascual.(prot). 2012.
- La mujer justa - Teatro de La Abadía. Tantaka Teatroa. Direcció: Fernando Bernués. Personatge - Judith (protagonista). Madrid 2011
- Rock´n´Roll. De Tom Stoppard. Teatre Lliure. Naves del Español, Madrid. Direcció: Àlex Rigola. Pers.-Eleanor.(protag.). 2010.
- Días mejores. Teatro de La Abadía. Teatre Lliure. Direcció: Àlex Rigola. Pers.-Faye.(protag.). Festival Internacional de Teatre de Sarajevo.2008-2009.
- Presas. Centro Dramático Nacional. Direcció: Ernesto Caballero. Pers.-Mª Cruz, 1a comunista.(Protag.). 2007.
- El vicio de mirar. Creación de Ana Vallés. Teatro de La Abadía. Colectiva. 2006
- El libertino. Teatro de La Abadía. Dir. Joaquín Hinojosa. Pers. - Mad. Therbouch (Protag). 2003-04.
- Noches de amor efímero. Teatro Bellas Artes. Dir. Emesto Caballero. Pers. - Vanesa (Protagonista). 2002.
- Doble garganta. De Javier Macua, Círculo de Bellas Artes. Dir. Maxi Rodríguez. Pers. - Greta (Protagonista). 1999.
- Aquellas colinas azules. Teatro Lara. Dir. Pilar Masa. Pers. - Angie (Protagonista). 1997.
- Viento es la dicha de amor. Ópera barroca. Dir. Juanjo Granda. Pers.- Marquesa de Monteagudo/ Fedra (Protag.). 1995.
- De fuera vendrá… Sala Cuarta Pared. Dir. Juan Polanco. Pers.-Doña Francisquita (Protag.). 1994.
- En la ciudad soñada. Teatro de Calle. Compañía Guirigai. Diversos personatges. 1993
- Las galas del difunto. Teatro Municipal de Alcorcón. Dir. Francisco Muñoz. Pers. - La Daifa (Protag). 1992.
- Aquí no paga nadie. Teatro. Dir. Carlos Vides. Pers.- Antonia. 1992.
- La noche de las tríbadas. Teatro Canterac de Valladolid. Dir. Carlos Vides. Pers.- Siri Von Essen. 1992

## Premis i candidatures
- Nominada al Premi de la Unión de Actores a la Millor actriu protagonista per Todos los hombres sois iguales en 1997.
- Nominada al Premio de la Unión de Actores a la Millor actriu protagonista per Amar en tiempos revueltos en 2007. Recull el Premis Ondas, amb els seus tres companys coprotagonistes, a la Millor Sèrie de Ficció de T.V.
- Racimo de oro 2006 de Cine, Ciudad de Serrada. 2007.
- Millor actriu de Cinema, Certamen de curts d'Àvila, per Diente por ojo, l'opera prima del noruec Eivind Holmboe. Aquest mateix curt rep el de Millor curt en Cortogenia de Guadalajara (Mèxic). Així com el Premi Ann Harbour(USA), concedint-li a més la Preselecció per als Premis Oscar. 2007.
- Premi de Teatre Província de Valladolid. 2009.